# Milchorangenbaum
Der Milchorangenbaum (Maclura pomifera), auch Osagedorn genannt, ist eine Pflanzenart aus der Gattung der Maclura in der Familie der Maulbeergewächse (Moraceae).

## Beschreibung

### Erscheinungsbild und Blatt
Maclura pomifera wächst als laubabwerfender Baum mit kurzem Stamm und erreicht Wuchshöhen von über 20 Metern und Kronendurchmesser  bis zu 14 Metern. Der Stammdurchmesser erreicht über 100 Zentimeter. Die faserige Borke ist bräunlich bis gräulich und rissig bis furchig. Die dornbewehrten Äste bilden eine offene und unregelmäßige Baumkrone.
Die wechselständigen, kurz gestielten Laubblätter sind eiförmig bis seltener verkehrt-eiförmig und dunkelgrün. Der behaarte Blattstiel ist bis 5 Zentimeter lang, die oberseits kahlen, unterseits fast kahlen, auf den Adern behaarten und zugespitzten, ganzrandigen Spreiten bis 12,5 Zentimeter. Die Basis ist spitz bis abgerundet oder gestutzt bis manchmal leicht herzförmig. Es sind kleine und behaarte, schmal-eilanzettliche Nebenblätter vorhanden. Die Herbstfärbung ist gelb.

### Blütenstand und Blüte
Maclura pomifera ist zweihäusig getrenntgeschlechtig (diözisch), die weiblichen und männlichen Blüten werden also an unterschiedlichen Individuen gebildet. Die Blütezeit beginnt kurz nach der Laubbildung und dauert von April bis Juni. An langen Blütenstandsschäften an der obersten Blattnarbe des Vorjahres befinden sich die männlichen Blütenstände, die traubig und 2,5 bis 3,8 Zentimeter lang sind. In den Blattachseln der Laubblätter werden die weiblichen Blütenstände gebildet. Die weiblichen Blüten sind dicht in kopfigen Blütenständen, die einen Durchmesser bis etwa 2,5 Zentimeter aufweisen, angeordnet. Die sehr kleinen, eingeschlechtigen, grünlichen bis gelblichen Blüten sind vierzählig mit einfacher Blütenhülle, die Kronblätter fehlen. Die vier sehr kleinen, außen behaarten Kelchblätter der männlichen Blüten sind kleiner als die an der Spitze bewimperten der weiblichen. Die männlichen Blüten besitzen vier kurze, etwas vorstehende Staubblätter und die weiblichen einen oberständigen, einkammerigen Fruchtknoten mit langem, fädigem Griffel.

### Fruchtstand und Frucht
Der Milchorangenbaum beginnt im Alter von 12 bis 15 Jahren zu fruchten. Es werden runzelige und hellgrüne Fruchtverbände gebildet, die aus einsamigen Steinfrüchten mit beständigem, fleischigem Kelch zusammengesetzt sind; es handelt sich also um einen Steinfruchtverband. Diese Steinfruchtverbände sind apfelsinenähnlich, anfangs grün und kugelförmig. Die reifen Fruchtverbände können mit einem Durchmesser von 7 bis 15 Zentimetern die Größe einer kleineren Melone erreichen. Die fleischigen Früchte sind anfangs grün, aber werden gelbgrün, wenn sie zwischen September und Oktober reif werden. Die Früchte duften dann schwach nach Orangen. Manchmal wiegen die reifen Früchte über 1 kg. Sie enthalten einen bitteren Milchsaft, durch den sich die Früchte beim Trocknen schwarz verfärben.

### Chromosomenzahl
Die Chromosomenzahl beträgt 2n = 56.

## Habitus und Blätter

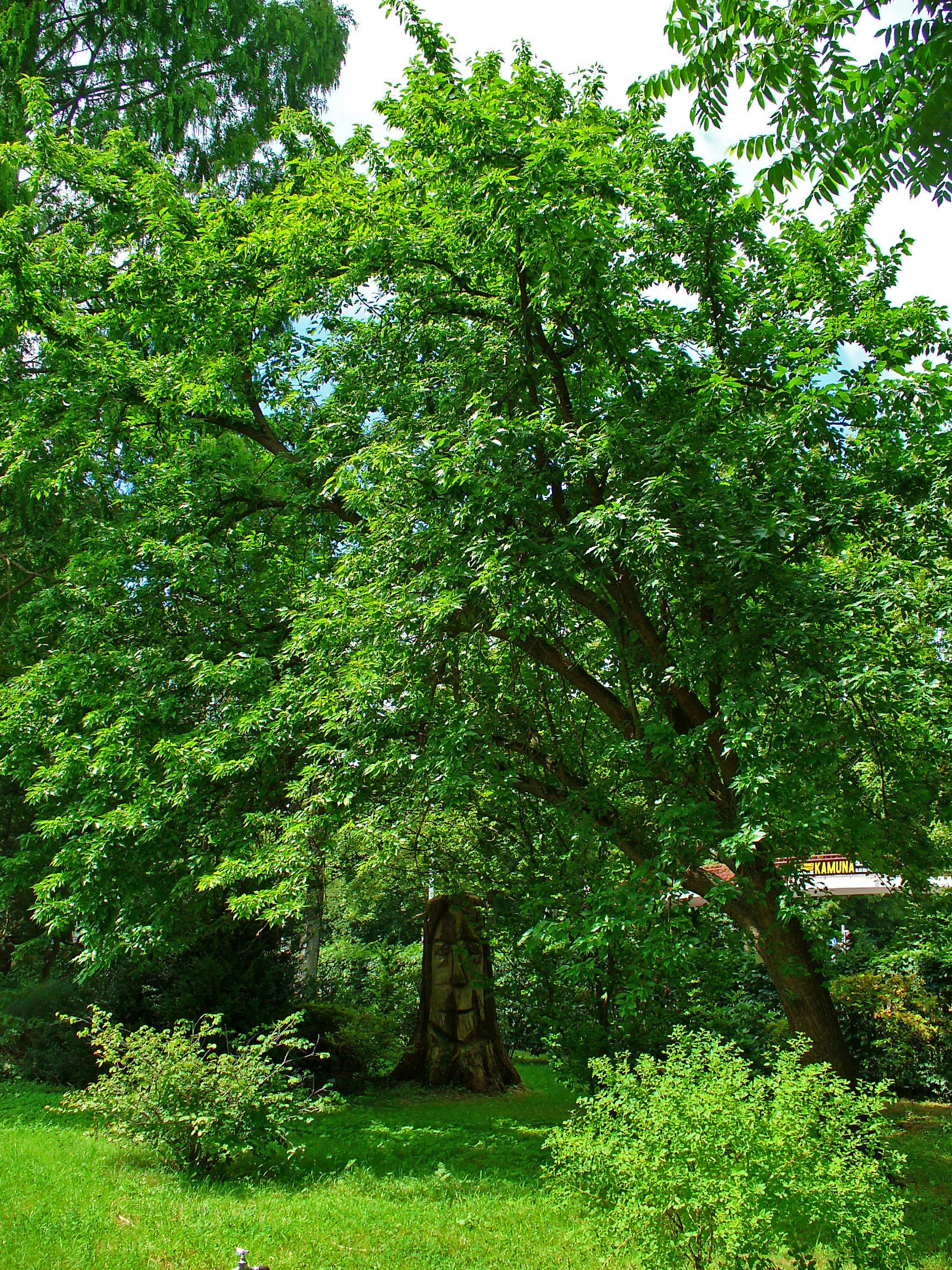
Habitus
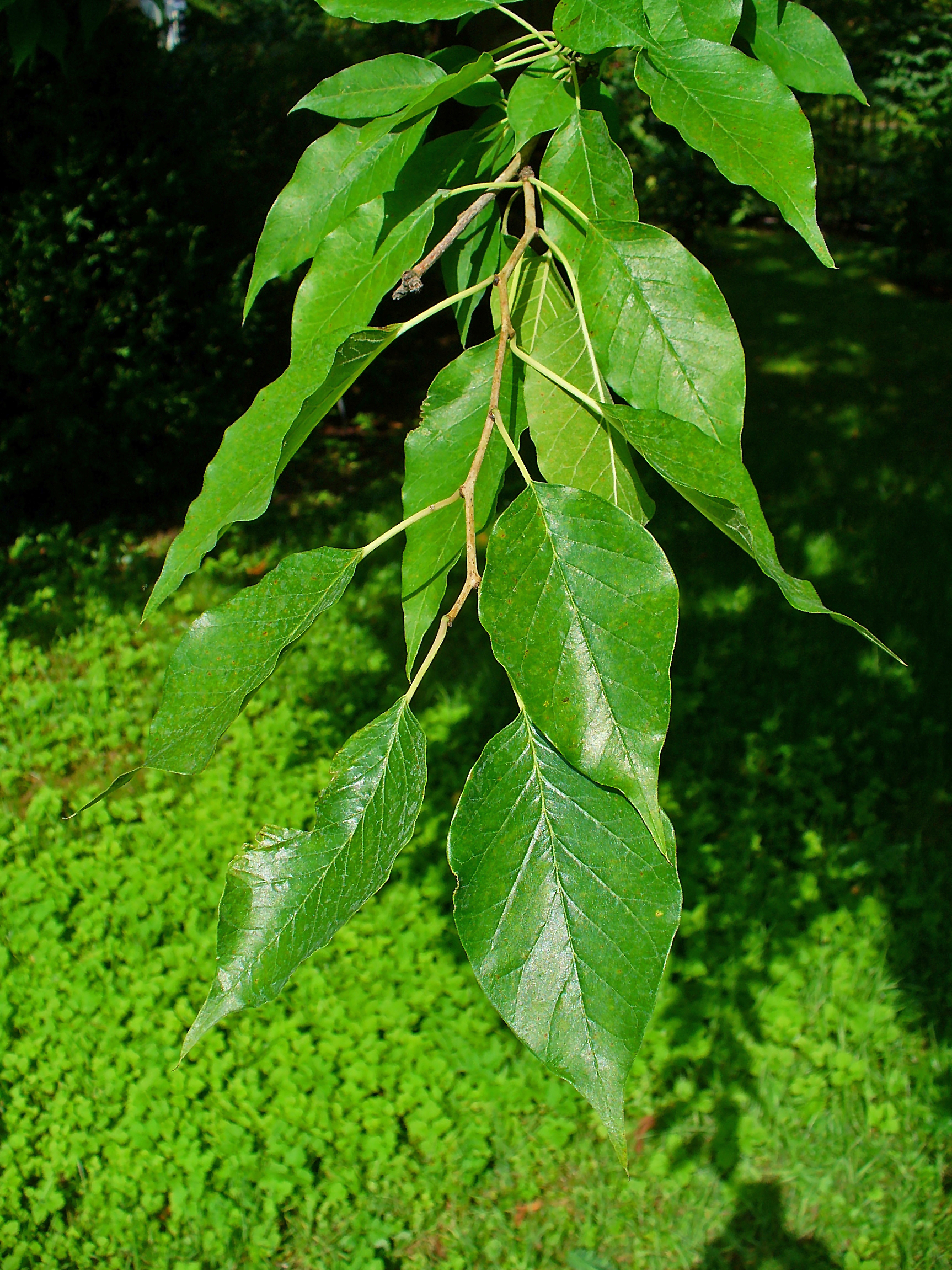
Blätter
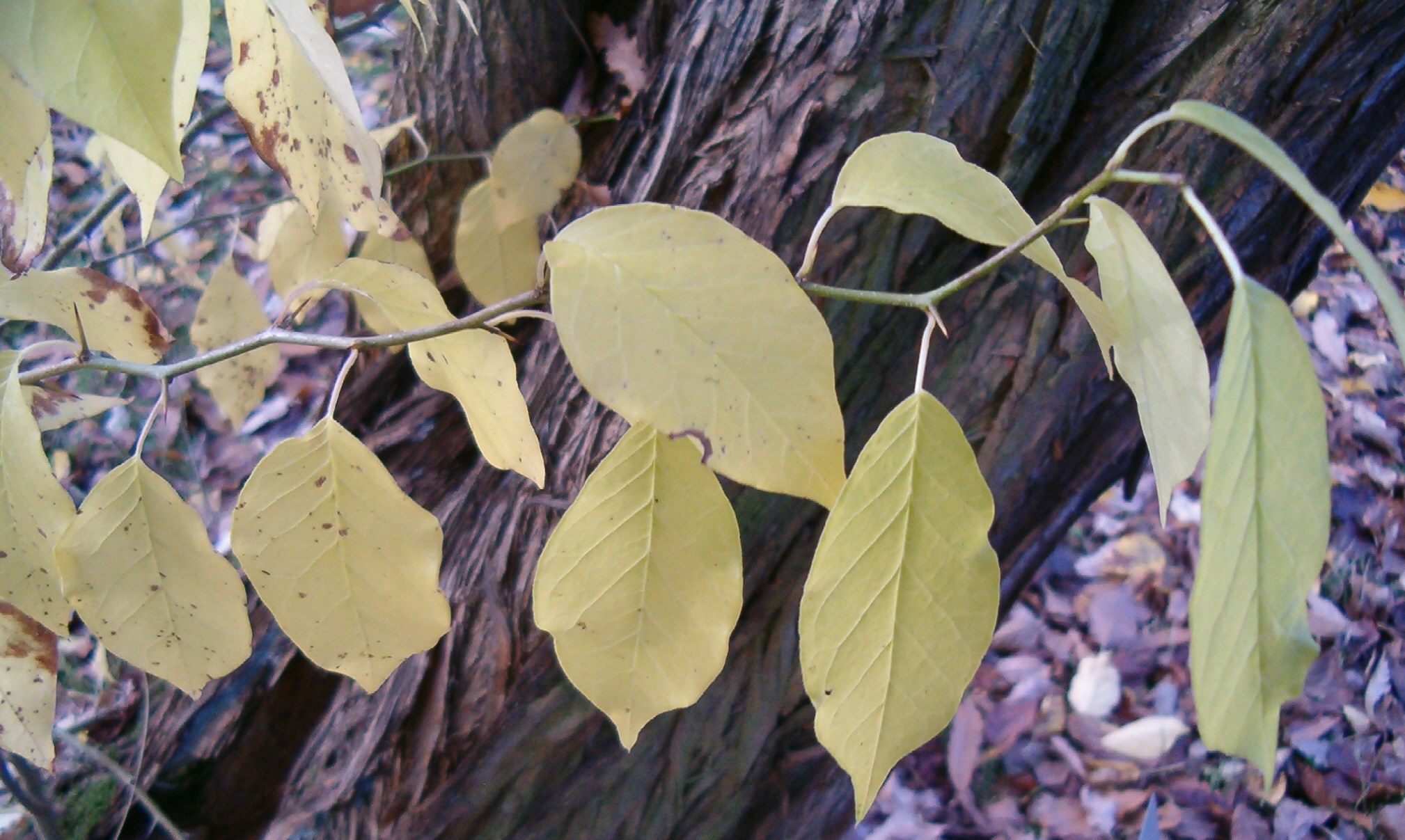
Laubblätter und Rinde im Herbst
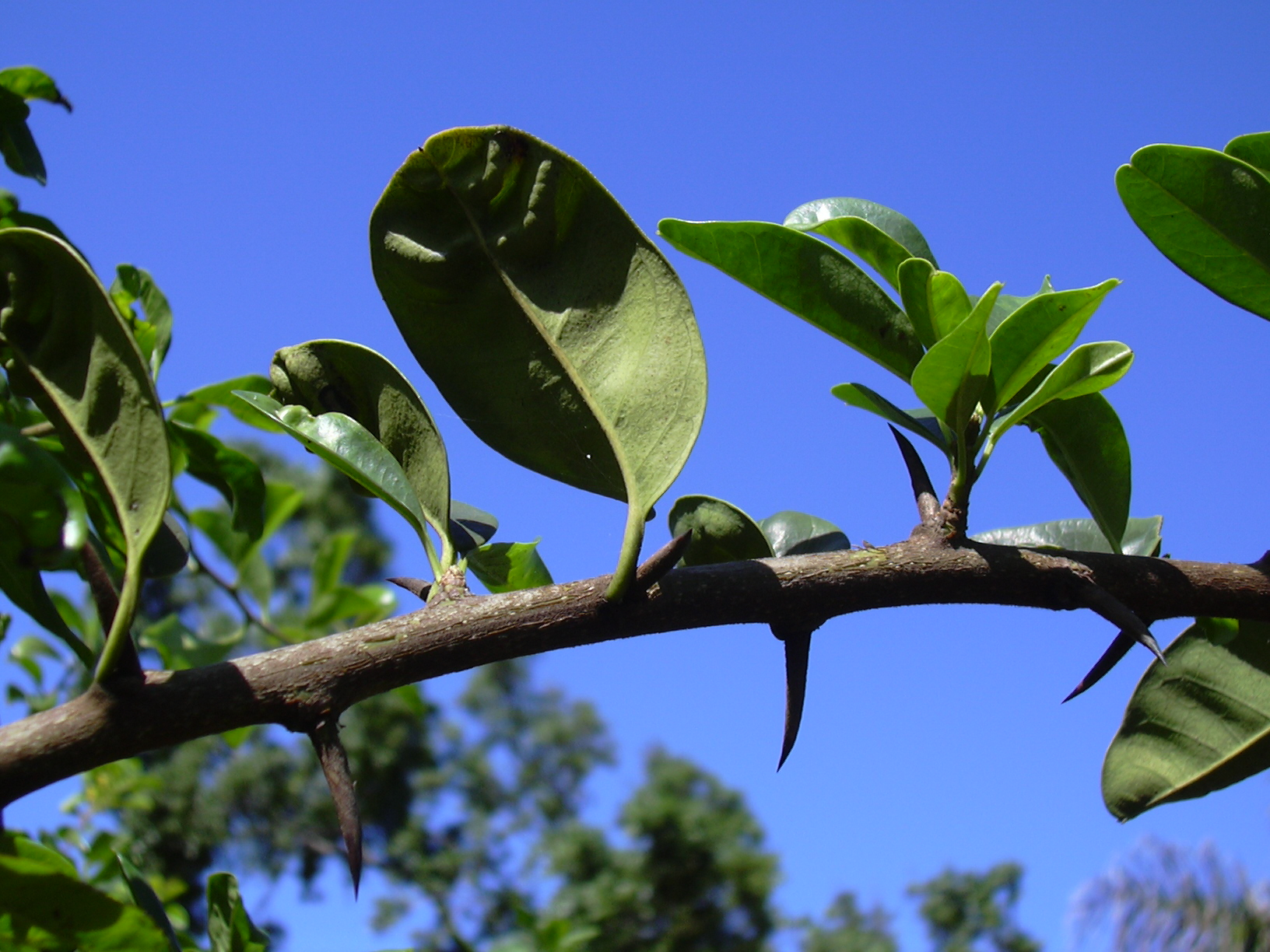
Dorniger Zweig mit Laubblättern
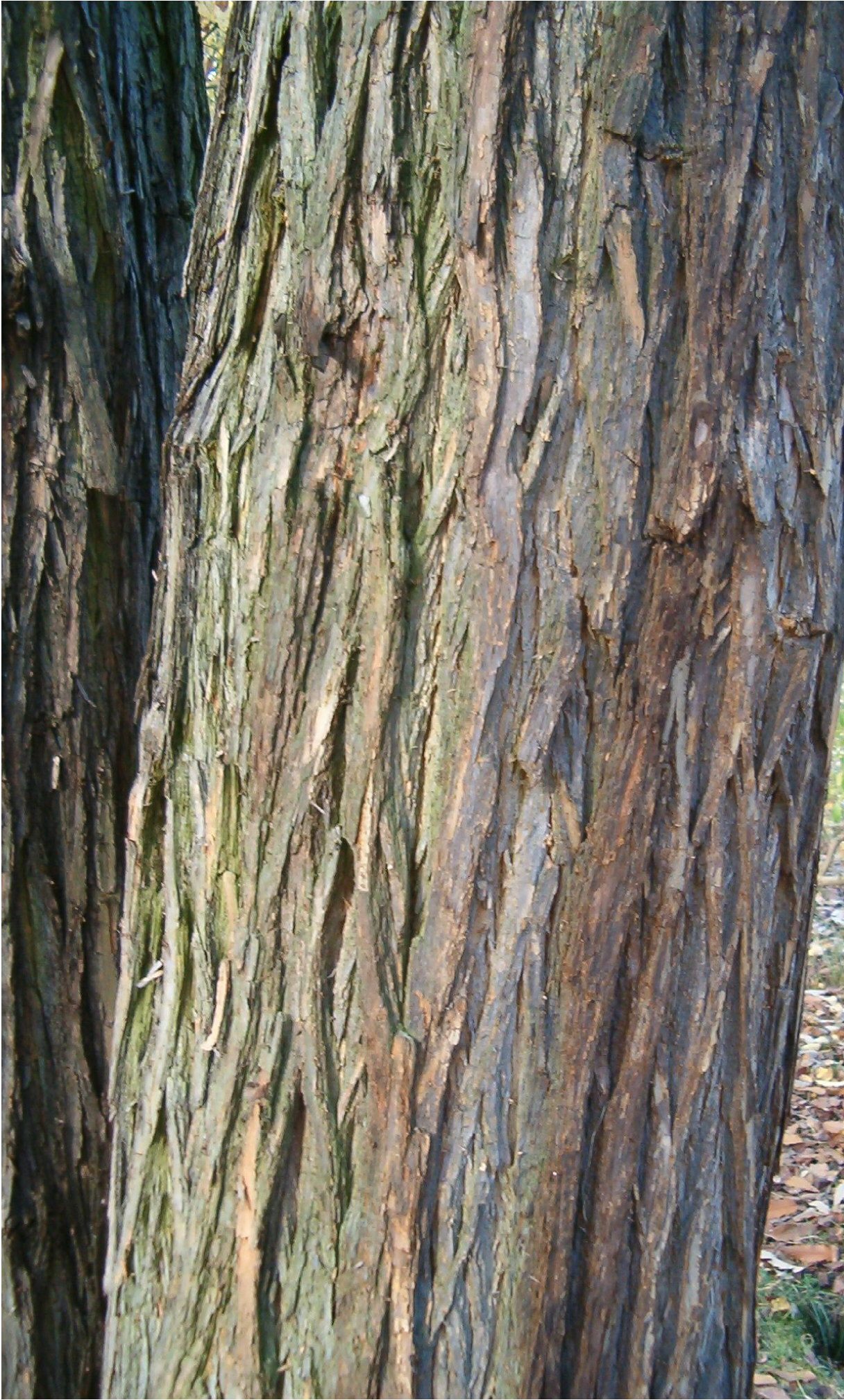
Borke
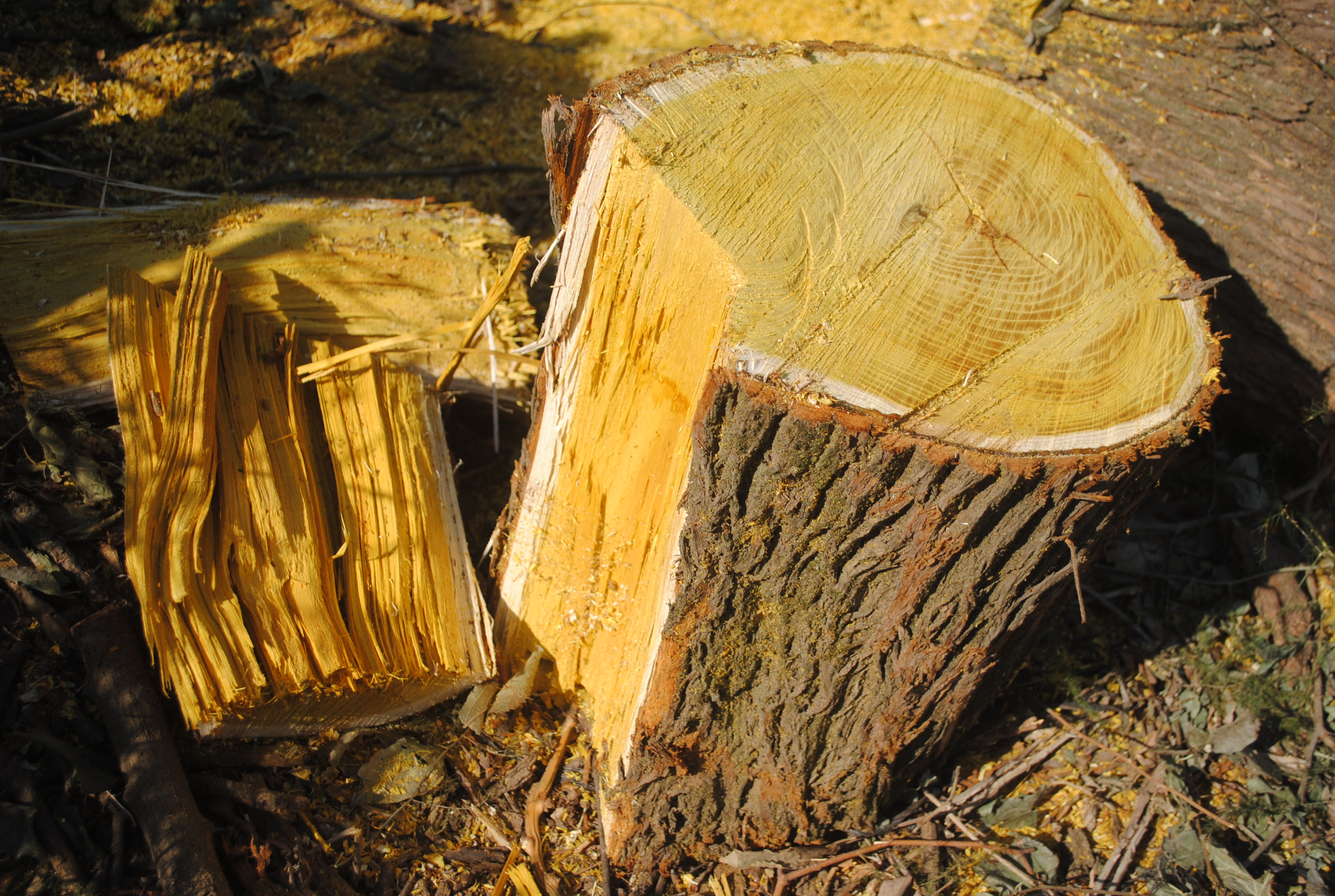
Holz in typisch oranger Farbe

## Bildergalerie Blüten- und Fruchtstände

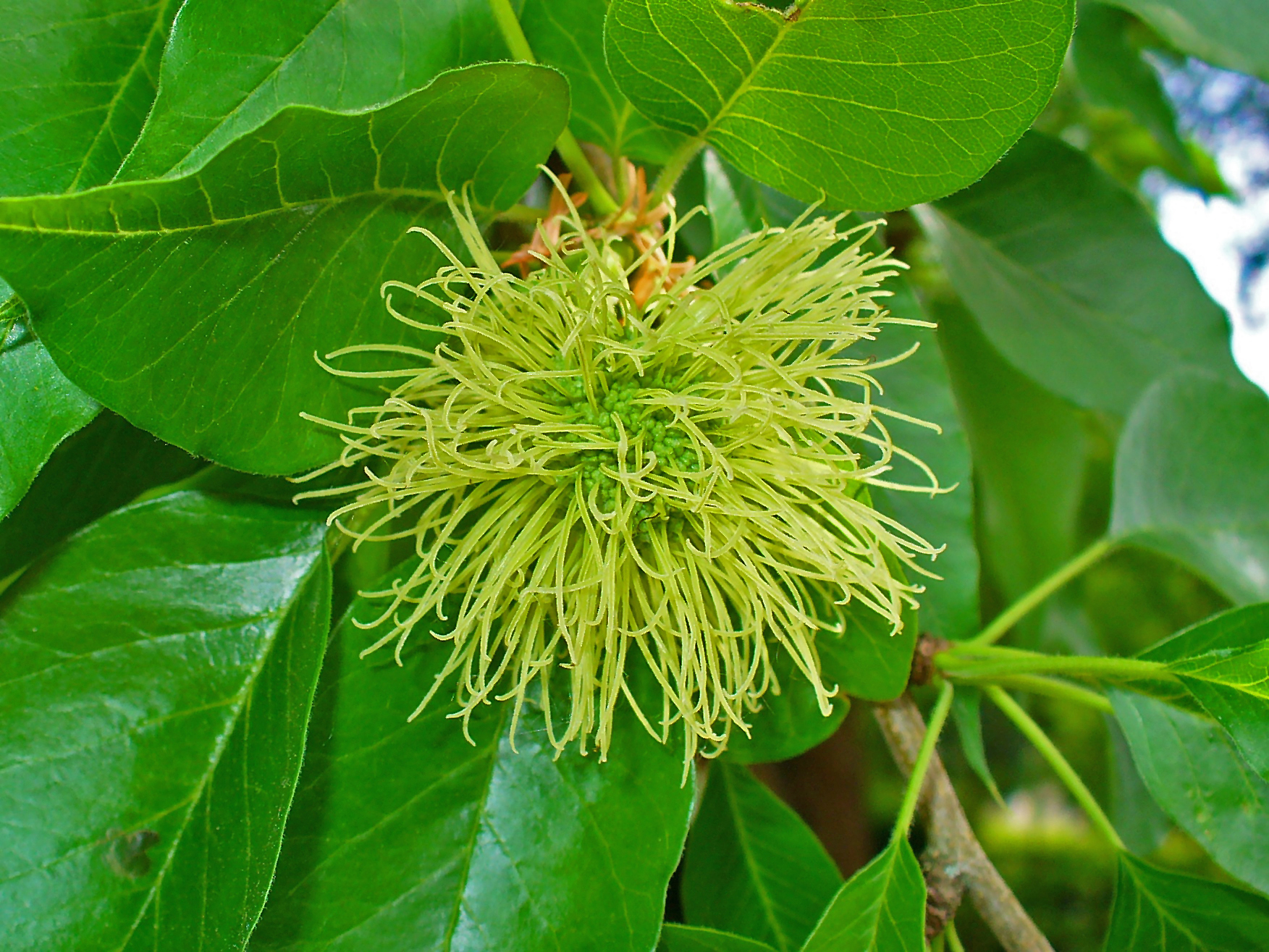
Weiblicher Blütenstand
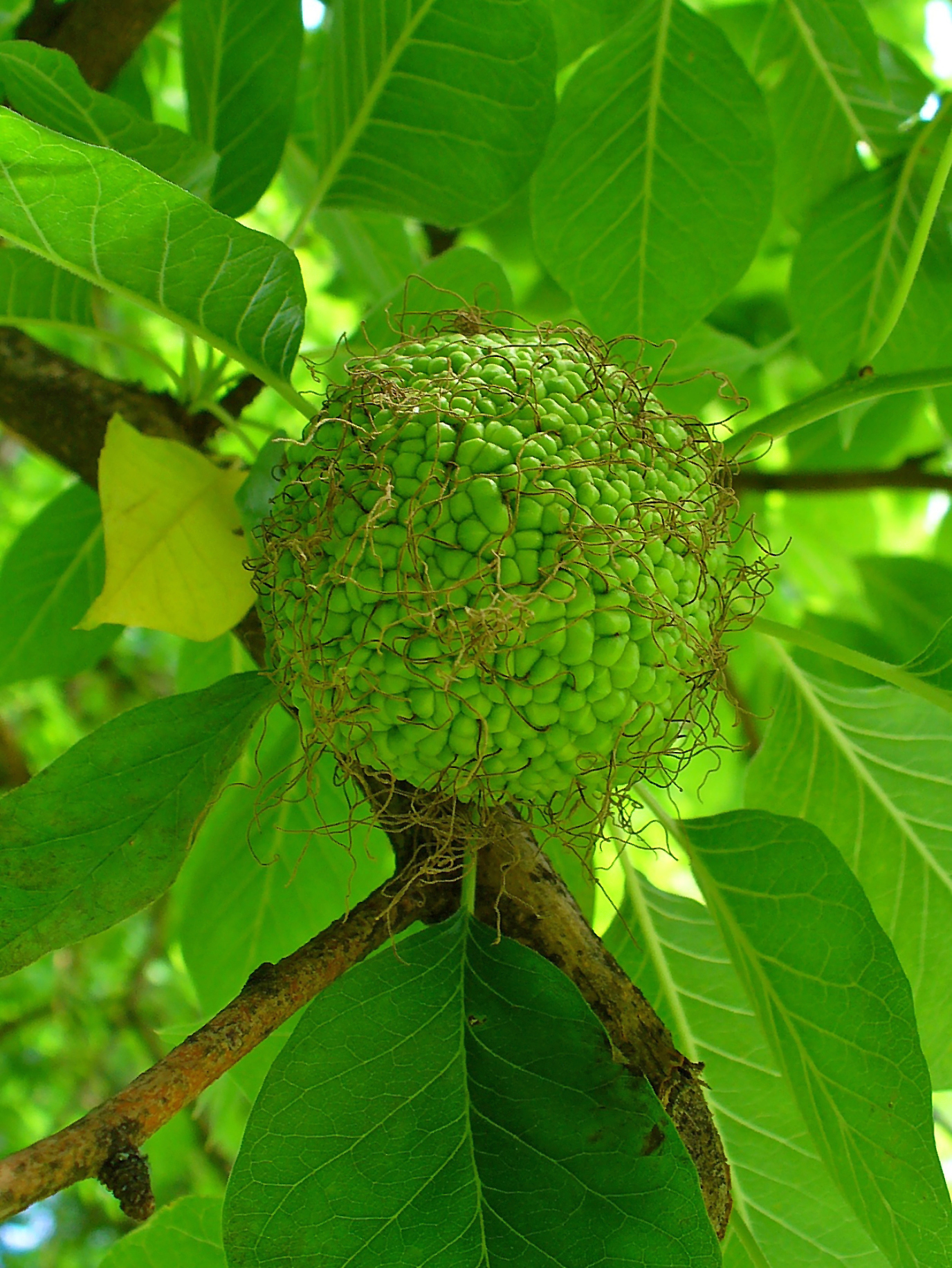
Fruchtstand am Baum
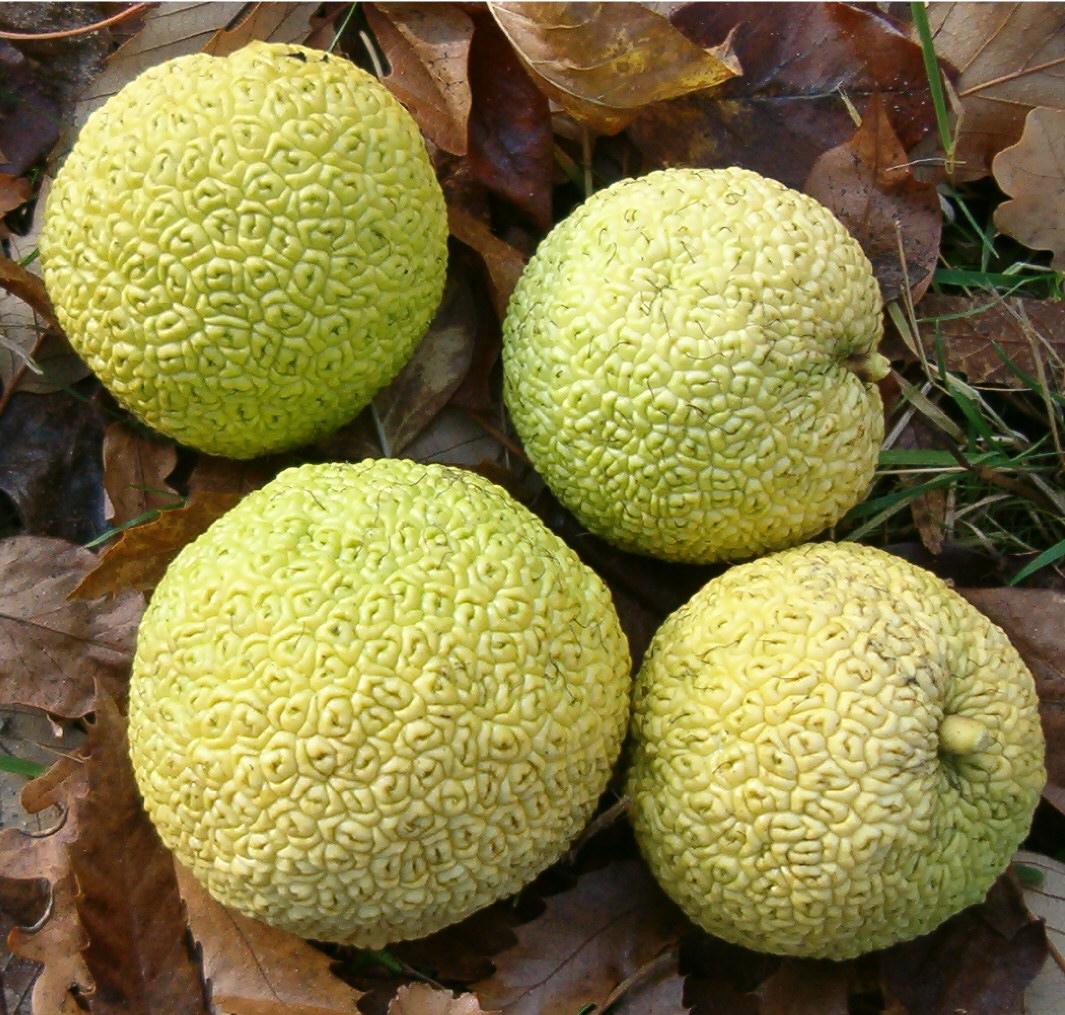
Fruchtstände
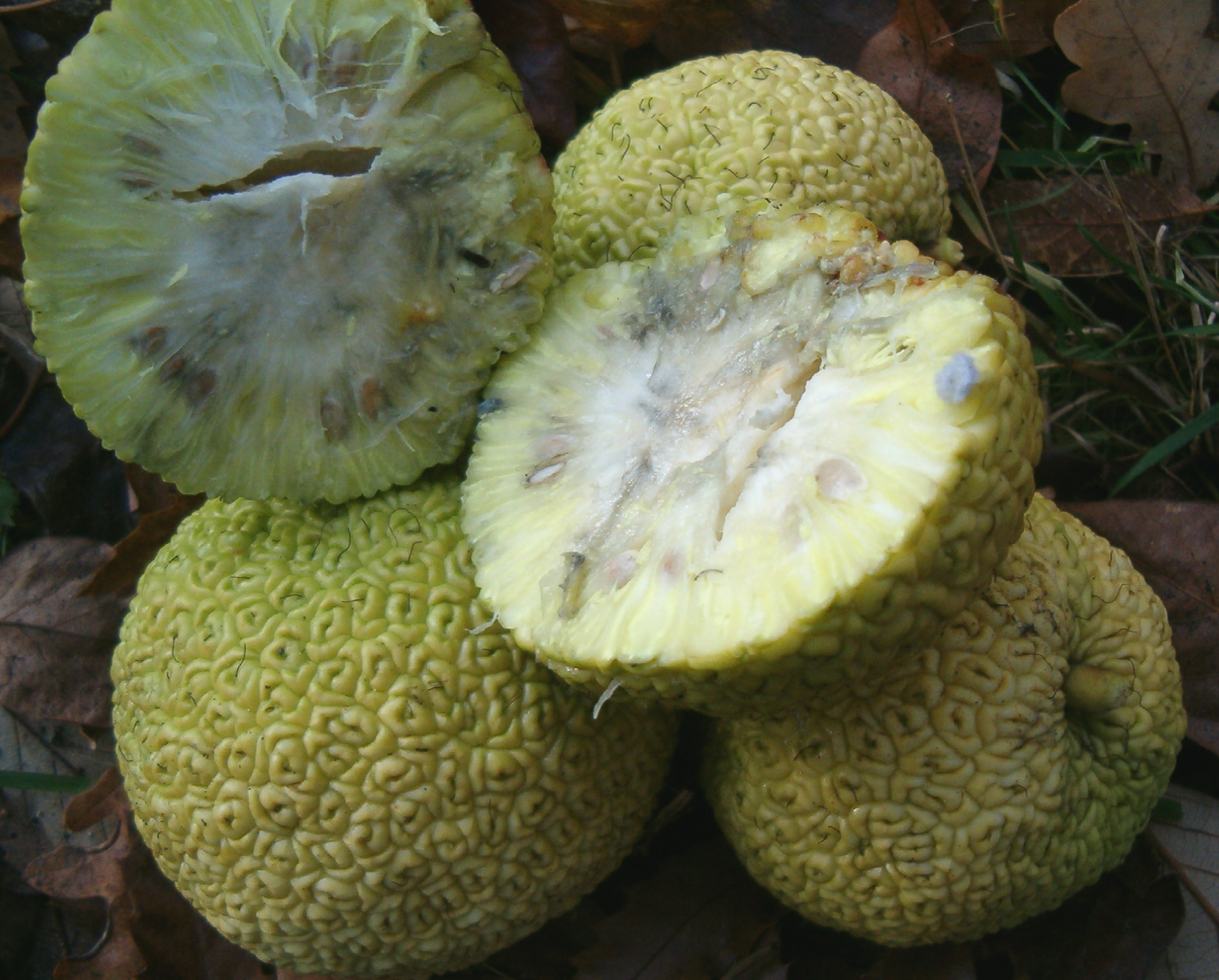
Fruchtstände aufgeschnitten
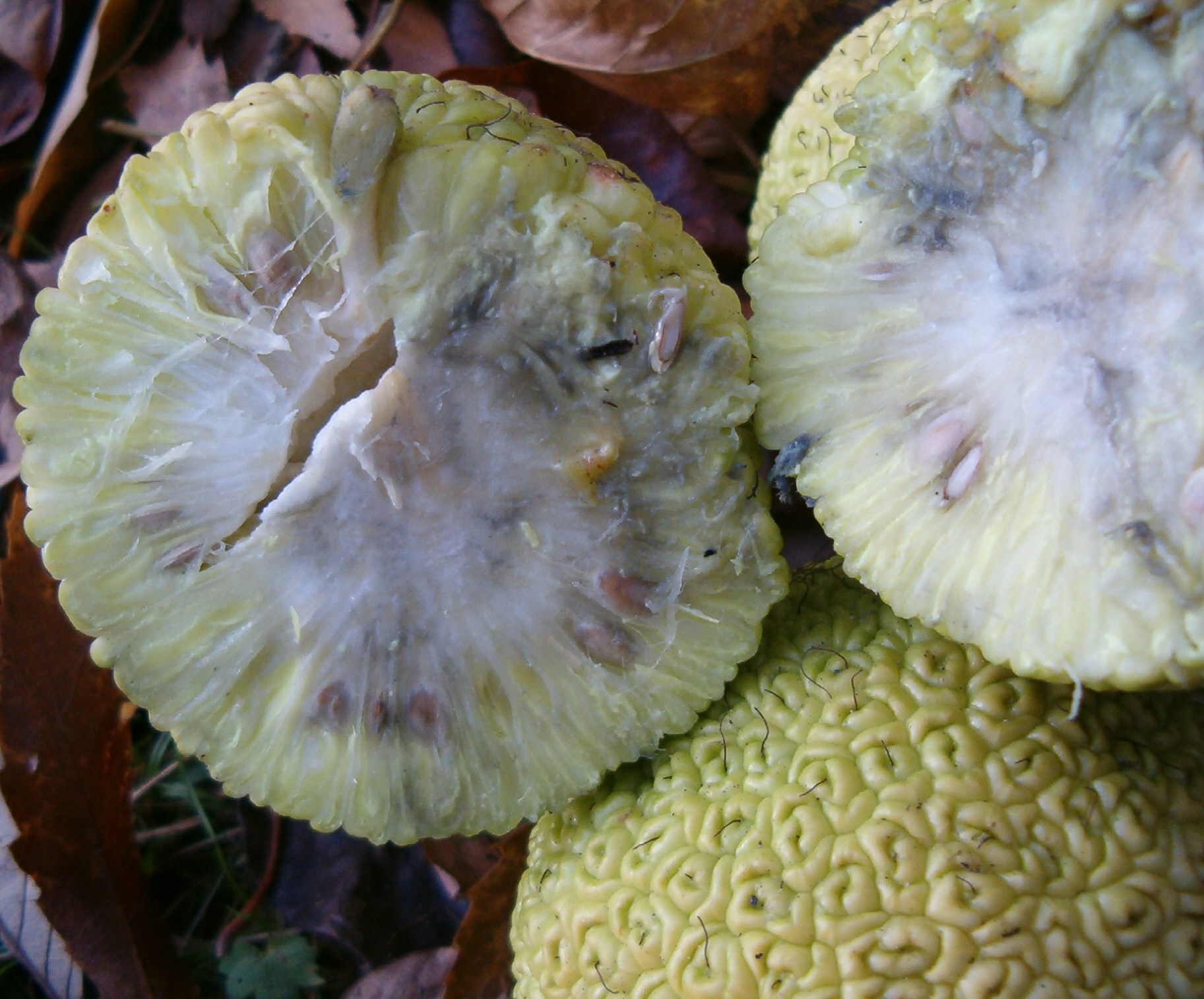
Fruchtstände aufgeschnitten
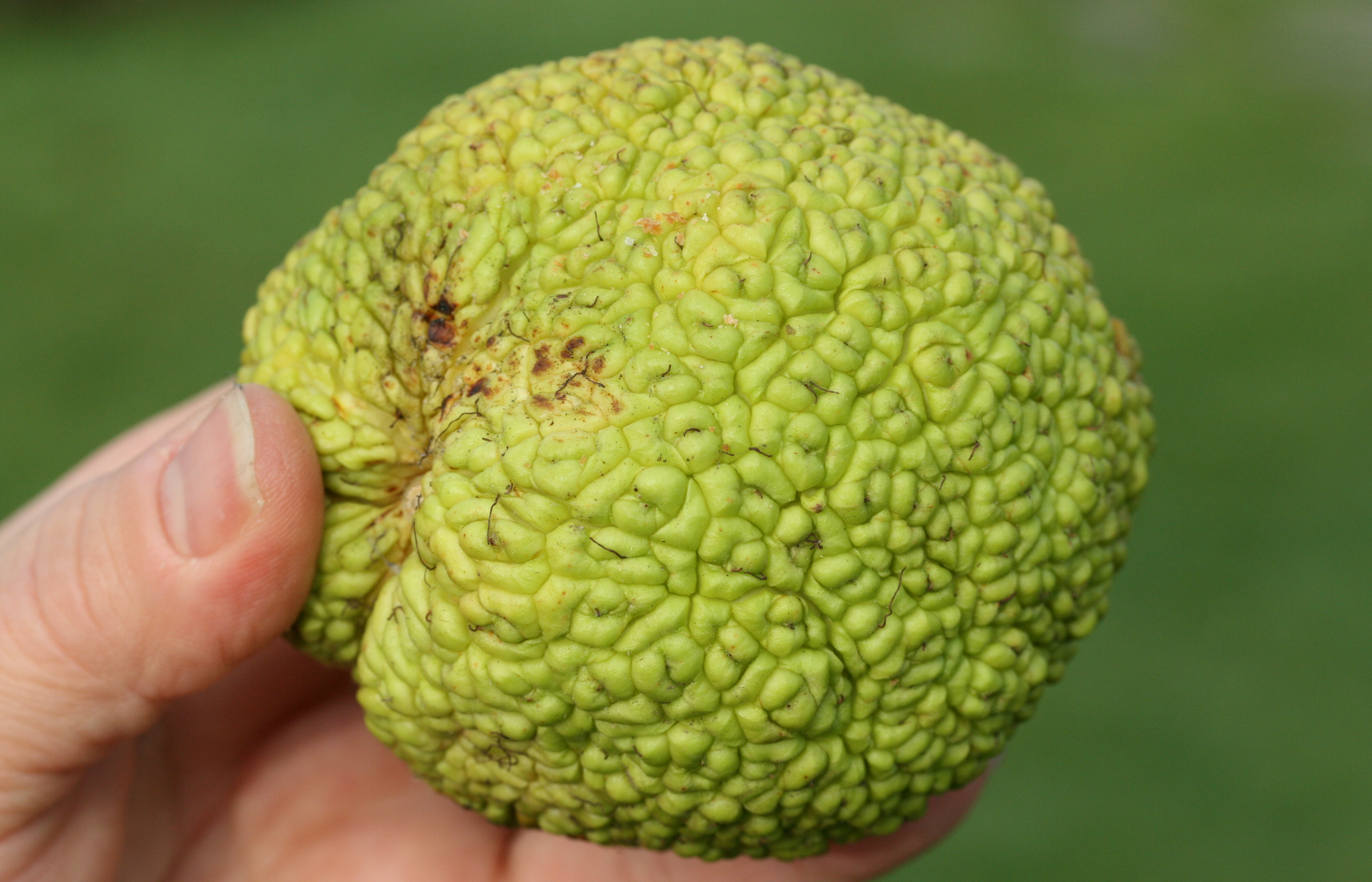
Fruchtstand

## Synökologie
Die Bestäubung erfolgt durch den Wind.
Die Früchte werden nur noch von Grauhörnchen aufgebrochen, um an die Samen zu gelangen. Nur wenige andere in Nordamerika heimische Tierarten nutzen die Früchte als Nahrung. Dies ist ungewöhnlich, da Pflanzen normalerweise fruchtfleischhaltige Früchte ausbilden, weil sie als Ausbreitungsstrategie die Verdauungsausbreitung (Endochorie) nutzen. Beim Milchorangenbaum wird daher vermutet, dass die Früchte vom Präriemammut, den Mastodonten und Riesenfaultieren gefressen wurden. Diese amerikanische Megafauna starb allerdings am Ende der letzten Kaltzeit aus. Auch in Mitteleuropa gelangen die Früchte an sonnigen Lagen zur Reife.

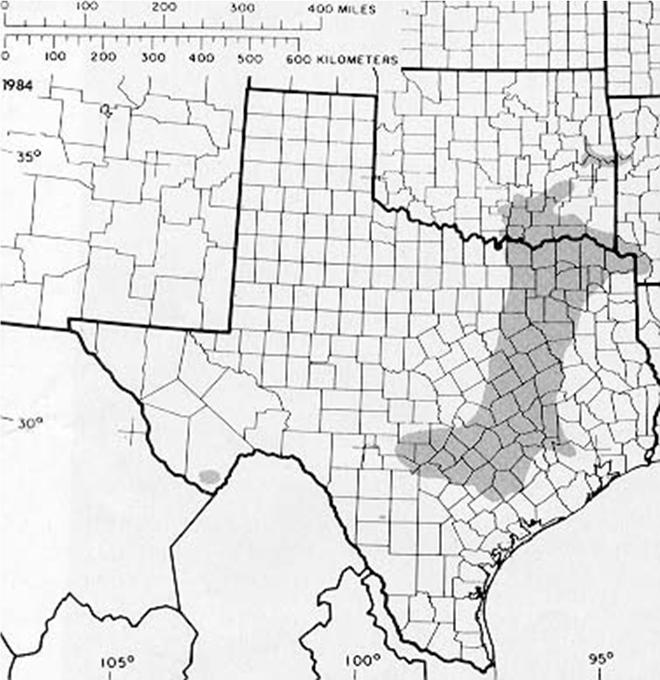
Das ursprüngliche Verbreitungsgebiet

## Verbreitung
Maclura pomifera stammt aus dem Süden der USA. Das natürliche Verbreitungsgebiet ist relativ klein; es reicht vom südwestlichen Arkansas und dem südöstlichen Oklahoma bis an die Ostgrenze von Texas.

## Nutzung und Geschichtliches
Noch 1804 sandte Meriwether Lewis Stecklinge an Thomas Jefferson. Seitdem wurde der Milchorangenbaum in den gesamten USA gepflanzt.
Der Milchorangenbaum ist heute in Mitteleuropa bei Scansano (Toskana, Italien) und in Kroatien eingeführt und verbreitet. Er wurde als Zaun bzw. Wegbefestigung angepflanzt. Ansonsten findet man ihn vereinzelt in Mitteleuropa als Straßen- und Parkbaum.
Das ursprüngliche Verbreitungsgebiet des Osagedorns im Grenzgebiet von Texas, Arkansas und Oklahoma war das Siedlungsgebiet der indigenen Osage, nach denen der Baum benannt wurde. Als Material für die Herstellung von Bögen wurde das Holz von den Indigenen über das natürliche Verbreitungsgebiet hinaus gehandelt. Osagedorn ist noch heute (neben der Eibe) im traditionellen Bogenbau als eines der leistungsstärksten Hölzer sehr beliebt, auf Grund seines unregelmäßigen Wuchses jedoch recht anspruchsvoll in der Bearbeitung.
Osagedorn diente als „lebender Zaunpfahl“ für die Rinderweiden vieler Farmer, da die stacheligen Zweige undurchdringliche Hecken bilden können. Diese Praxis endete mit der Einführung des Stacheldrahts. Das schwere, grobe, recht harte und beständige Holz wird heute noch für Pfosten und Zaunpfähle verwendet, da das Kernholz schädlingsresistent und witterungsbeständig ist.

### Zuchtformen
- ‚Inermis‘: Eine dornenlose Zuchtform

## Weiterführende Literatur
- Osage Oranges Take a Bough. In: Smithsonian. Volume 34, Issue 12, März 2004, S. 35. ABSTRACT: Offers a look at the role played by the expedition of Merriweather Lewis in the U.S. on the discovery of Osage orange or Maclura pomifera in 1804. Goals of his expedition; Origin of the Osage orange obtained by Lewis; Popularity of the tree as a barrier. online.